# Championnat du Congo de football 1981-1982
Navigation
Saison précédente Saison suivante
La saison 1981-1982 du Championnat du Congo de football est la 19e édition de la première division congolaise, la MTN Ligue 1. Les douze équipes sont regroupées au sein d'une poule unique, où chaque équipe affronte tous les adversaires de sa poule deux fois, à domicile et à l'extérieur. En fin de saison, les trois derniers du classement jouent des barrages de promotion-relégation face aux cinq premiers de deuxième division pour permettre le passage du championnat à quatorze équipes.
C’est le CARA Brazzaville, qui remporte la compétition, après avoir terminé en tête du classement final, avec quatre points d'avance sur l'AS Cheminots Pointe-Noire et six sur Inter Club. C’est le septième titre de champion du Congo de l’histoire du club.

## Qualifications continentales
Le champion du Congo se qualifie pour la Coupe des clubs champions africains 1983 tandis que le vainqueur de la Coupe du Congo obtient son billet pour la Coupe des Coupes 1983. Si un club réussit le doublé Coupe-championnat, c’est le finaliste de la Coupe qui participe à la Coupe des Coupes.

## Les clubs participants
| - AC Léopards - Diables noirs de Brazzaville - Inter Club Brazzaville - Étoile du Congo - CARA Brazzaville - Kotoko Mfoa - Petrosport Pointe-Noire - Promu de D2 | - AS Cheminots Pointe-Noire - Patronage Sainte-Anne - Vita Club Mokanda - FC Abeilles - Telesport Brazzaville - AS Mif |

## Compétition

### Classement
Le barème utilisé pour établir le classement est le suivant :
- Victoire : 2 points
- Match nul : 1 point
- Défaite, forfait ou abandon : 0 point

| Rang | Équipe                       | Pts | J  | G | N | P | Bp | Bc | Diff |
| ---- | ---------------------------- | --- | -- | - | - | - | -- | -- | ---- |
| 1    | CARA Brazzaville             | 40  | 24 |   |   |   |    |    |      |
| 2    | AS Cheminots Pointe-NoireC   | 36  | 24 |   |   |   |    |    |      |
| 3    | Inter Club                   | 34  | 24 |   |   |   |    |    |      |
| 4    | Étoile du CongoT             | 33  | 24 |   |   |   |    |    |      |
| 5    | Diables noirs de Brazzaville | 32  | 24 |   |   |   |    |    |      |
| 6    | Vita Club Mokanda            | 32  | 24 |   |   |   |    |    |      |
| 7    | Telesport Brazzaville        | 30  | 24 |   |   |   |    |    |      |
| 8    | Kotoko Mfoa                  | 28  | 24 |   |   |   |    |    |      |
| 9    | Patronage Sainte-Anne        | 21  | 24 |   |   |   |    |    |      |
| 10   | FC Abeilles                  | 21  | 24 |   |   |   |    |    |      |
| 11   | AC Léopards                  | 17  | 24 |   |   |   |    |    |      |
| 12   | Petrosport Pointe-NoireP     | 16  | 24 |   |   |   |    |    |      |
| 13   | AS Mif                       | 9   | 24 |   |   |   |    |    |      |

|  | Qualifié pour la Coupe des clubs champions africains 1983                             |
|  | Qualifié pour la Coupe des Coupes 1983                                                |
|  | Participation au barrage de promotion-relégation                                      |
|  | T : Tenant du titre C : Vainqueur de la Coupe du Congo P : Promu de deuxième division |

### Matchs

#### Barrage de promotion-relégation
| Équipe 1                | Résultat      | Équipe 2                     | Aller | Retour |
| ----------------------- | ------------- | ---------------------------- | ----- | ------ |
| AS Mif                  | 9 - 2         | (D2) Cidoulou FC             | 3 - 1 | 6 - 1  |
| Petrosport Pointe-Noire | 2 - 0         | (D2) Inter Club Pointe-Noire | 2 - 0 | 0 - 0  |
| AS Mbako (D2)           | 2 - 2 3-4 tab | (D2) Unisport Kimpwanza      | 2 - 1 | 0 - 1  |
| AC Léopards             | 4 - 1         | (D2) Comirail Makabana       | 2 - 1 | 2 - 0  |

- Les trois clubs de l'élite se maintiennet tandis que l'Unisport Kimpwanza est promu.

## Bilan de la saison
| Championnat du Congo de football 1981-1982 |                             |
| Champion                                   | CARA Brazzaville (7e titre) |
| Coupes et trophées                         |                             |
| Vainqueur de la Coupe du Congo 1981-1982   | AS Cheminots Pointe-Noire   |
| Qualifications continentales               |                             |
| Coupe des clubs champions africains 1983   | CARA Brazzaville            |
| Coupe des Coupes 1983                      | AS Cheminots Pointe-Noire   |
| Promotions et relégations                  |                             |
| Promus en MTN Ligue 1                      | Unisport Kimpwanza          |
| Relégués en MTN Ligue 2                    | Aucun                       |